# Arnaud Rykner

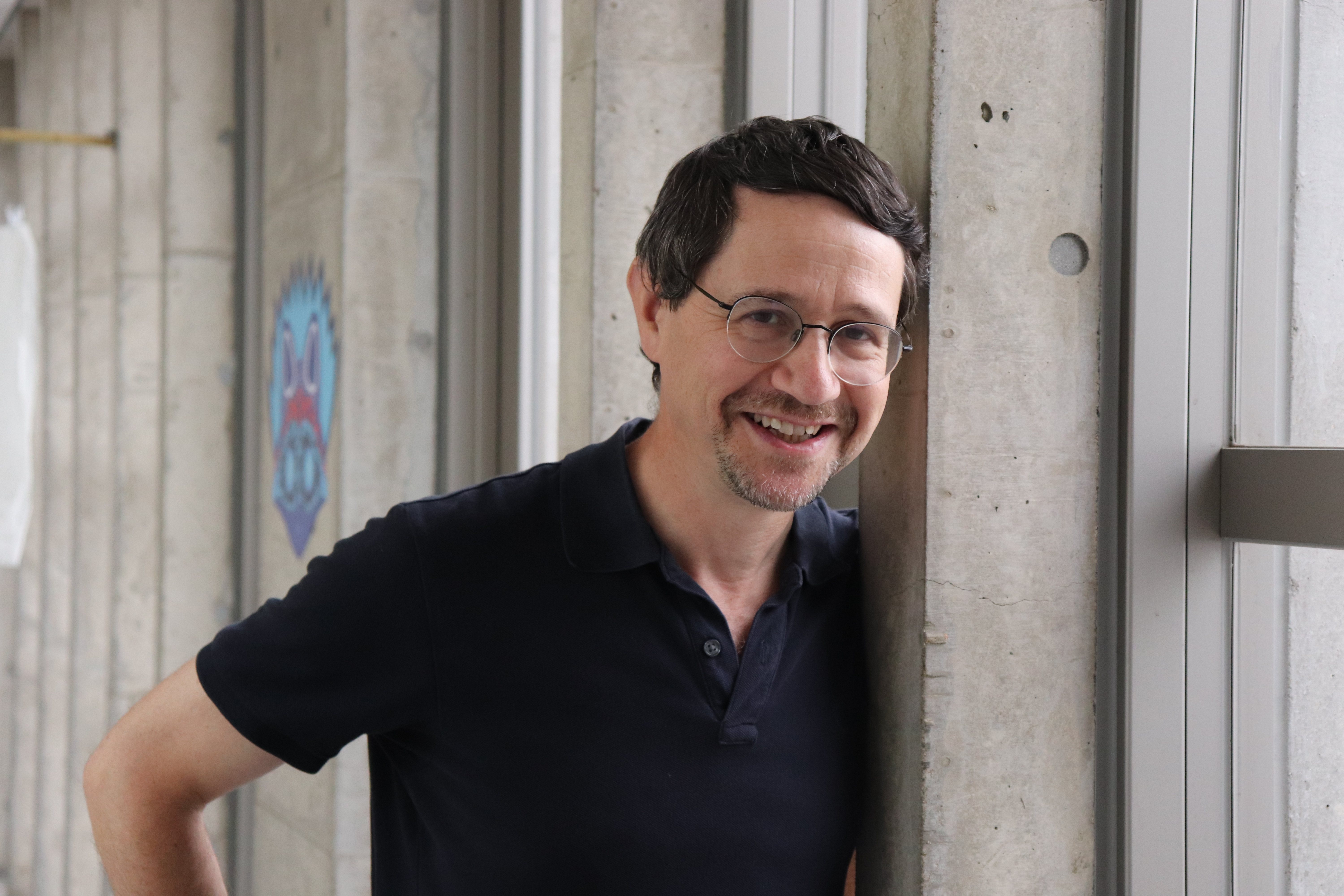
Arnaud Rykner

Arnaud Rykner (* 1966) ist ein französischer Romanautor, Dramaturg, Regisseur und Essayist.
Er ist Autor von sechs Romanen, einem Theaterstück sowie mehreren Aufsätzen über die Literatur oder das Theater, die bei den Verlagen José Corti und Seuil erschienen sind. Zudem lehrt er als Literaturprofessor an der Université de Toulouse II–Le Mirail, wo er das Laboratoire L.L.A. „Lettres, Langages et Arts“ (Literatur- und Sprachwissenschaften und Kunst) leitet. Er ist Spezialist des Nouveau Roman, von Nathalie Sarraute, über die er mehrere Kritiken verfasst hat, und von Marguerite Duras.

## Bibliographie

### Romane
- Mon roi et moi, Éditions du Rouergue, Sammlung "La brune", Rodez, Frankreich, 1999, 102 S. (ISBN 978-2-84156-133-9)
- Je ne viendrai pas, Éditions du Rouergue, Sammlung "La brune", Rodez, Frankreich, 2000, 76 S. (ISBN 978-2-84156-262-6)
- Blanche, Éditions du Rouergue, Rodez, Frankreich, 2004, 96 S. (ISBN 978-2-84156-537-5)
- Nur, Éditions du Rouergue, Sammlung "La brune", Rodez, Frankreich, 2007, 60 S. (ISBN 978-2-84156-835-2)
- Enfants perdus, Éditions du Rouergue, Rodez, Frankreich, 2009, 92 S. (ISBN 978-2-84156-990-8)[4]
- Le Wagon, Éditions du Rouergue, Rodez, Frankreich, 2010 (ISBN 978-2-8126-0163-7)[5]

### Theaterstücke
- Arnaud Rykner, Pas savoir, Les Solitaires Intempestifs, Besançon, 2010, 80 S. (ISBN 978-2-84681-297-9)[6] Mit einem Vorwort von Claude Régy.

### Aufsätze
- Arnaud Rykner, Théâtre du Nouveau Roman : Sarraute, Pinget, Duras, José Corti Éditions, Sammlung "Les Essais", Paris, Frankreich, 1988, 241 S. (ISBN 978-2-7143-0280-9)
- Arnaud Rykner, Nathalie Sarraute, Éditions du Seuil, Sammlung "Les contemporains", Paris, Frankreich, 1991, 205 S. (ISBN 978-2-02-010650-4)
- Arnaud Rykner, L'envers du théâtre. La dramaturgie du silence, de l'âge classique à Maeterlinck., José Corti Éditions, Sammlung "Les Essais", Paris, Frankreich, 1996, 367 S. (ISBN 978-2-7143-0582-4)
- Arnaud Rykner, Maurice Maeterlinck, Éditions Mémini, Sammlung "Bibliographie des écrivains français", Paris, Rom, 1998, 657 S. (ISBN 978-88-86609-16-6)
- Arnaud Rykner, Paroles perdues, José Corti Éditions, Sammlung "Les Essais", Paris, Frankreich, 2000, 318 S. (ISBN 978-2-7143-0734-7)
- Arnaud Rykner, Pans. liberté de l'œuvre et résistance du texte, José Corti Éditions, Sammlung "Les Essais", Paris, Frankreich, 2004, 232 S. (ISBN 978-2-7143-0838-2)
- Monique Gosselin-Noat und Arnaud Rykner, Nathalie Sarraute et la représentation, Roman 20-50 (ISSN 0295-5024), Sammlung "Actes", Lille, Frankreich, 2005 (ISBN 978-2-908481-31-0)
- Laurent Zimmermann, Georges Didi-Huberman und Arnaud Rykner, Penser par les images : Autour des travaux de Georges Didi-Huberman, Éditions Cécile Defaut, Nantes, Frankreich, 2006, 204 S. (ISBN 978-2-35018-026-7)
- In Eva Ahlstedt und Catherine Bouthors-Paillart (Hrsg.), Marguerite Duras et la pensée contemporaine, « L’univers quantique de Marguerite Duras et la critique des dispositifs », Romanica Gothoburgensia, Göteborg, Schweden, 2008, S. 181–193.
- In Pierre Piret (Hrsg.), La littérature à l'ère de la reproductibilité technique. Discours, image, dispositif, « La pantomime comme réponse théâtrale aux nouvelles images dans la seconde moitié du XIXe siècle », L'Harmattan, Paris, Frankreich 2008 (ISBN 978-2-296-05643-5) S. 151–167.
- Arnaud Rykner (Hrsg.), Pantomime et théâtre du corps. Le jeu du hors-texte, Presses Universitaires de Rennes, Sammlung « Le Spectaculaire », Rennes, Frankreich, 2009, 245 S. (ISBN 978-2-7535-0760-9)
- Arnaud Rykner, Les Mots du théâtre, Presses Universitaires du Mirail, Toulouse, Frankreich, 2010, 128 S. (ISBN 978-2-85816-961-0)

## Regie
- Tropismes nach Nathalie Sarraute, Cie Théâtre de l'Escalier, Théâtre du Maillon - Straßburg (Festival "Turbulences"). Uraufführung 1995.
- Aucun regard von Dominique Hubin, Cie Théâtre de l'Escalier, Théâtre National de Toulouse/Théâtre de la Cité - Toulouse. Uraufführung 1999.
- Les Aveugles von Maurice Maeterlinck, Cie Théâtre de l'Escalier, Théâtre National de Toulouse/Théâtre de la Cité - Toulouse. Uraufführung 2001.[7]
- Dans la solitude des champs de coton von Bernard-Marie Koltès, Compagnie Les Vagabonds, Théâtre Du Pave - Toulouse. Uraufführung 2010.[8]